# 地球少女アルジュナ
『地球少女アルジュナ』（ちきゅうしょうじょアルジュナ）は、2001年からテレビ東京系列他で放送されたテレビアニメ。

## 概要
題名のアルジュナの由来は、ヒンドゥー教の聖典『バガヴァッド・ギーター』 (Bhagavad Gita) であり、同聖典の神と王子をなぞったキャラクターが作品に登場する。また、物語の構成に『華厳経入法界品』に類似する部分がある。主人公はもっぱらジュナ（樹奈）と呼ばれており、アルジュナという言葉は本編では使用されず、挿入歌の歌詞にのみ使用されている。
物語は、放射性廃棄物問題・環境問題・遺伝子組換えなど、現代社会の抱えている問題を取り扱ったため、一部の自然保護団体が上映会を開催するなどした。
HD(ハイビジョン)製作アニメ。
放送時は12回だったがDVD・ビデオ販売に際し未放送である話が加わり13話となった。
キャッチコピーは「今 この星の上に生きる 奇跡」。
- 文化庁メディア芸術祭 平成13年度「審査委員会推薦作品賞」受賞
- さっぽろ映画祭2001 参加作品

## あらすじ
ヒロインの有吉 樹奈（ありよし じゅな）は神戸に住む高校生。両親が離婚した日、恋人の大島 時夫（おおしま ときお）と共にバイクでツーリングをしていた樹奈は事故に遭い、臨死の状態になる。心臓の鼓動が止まり、彼女がまさに「無」になろうとした時、クリスと名乗る少年の意識体が彼女の前に現れ、「もしお前がラージャと戦い、清めるならもう一度命を与えよう」と告げる。
樹奈はクリスの言葉を承諾し生き返るが、そこにクリスの仲間が来て強制的に樹奈を連れ去り、怪物ラージャが出現して暴れている原子力発電所に置き去りにする。最初は混乱した樹奈だったが弓を取り戦おうと決意した時、再びクリスが現れ言う。「何故 戦う 何故 殺す」 樹奈は言う。「だってあいつがみんなを殺そうとしてるから」 クリスは言う。「そんなことの為に殺すのか」
戦いが始まり、樹奈はラージャを殺す。それを見てクリスは寂しそうに言う。「お前は汚れている、汚れは祓わなくてはならない」 その言葉に最初は訳も分からず怒りを覚える樹奈だったが、やがてその言葉の「本当の意味」を知ることになる。

## 登場人物

### 主要人物
有吉 樹奈（ありよし じゅな）声 - 東山麻美
本作の主人公。ごく普通の女子高生で、学校では弓道部に所属している。両親が離婚したその日に交通事故に遭ったのがきっかけでクリスから星の力を授けられ、TI能力者となる。父親が離婚して出て行ったため、母・順子と姉・海音の3人で暮らしている。神戸の人工島、ポートアイランドにあるマンションの11階に在住。
自身の蘇生と引き換えに地球の未来を託されたはいいが、初めはどうしたらいいかわからず戸惑い、迷った末の行動をクリスに咎められる事が多かった。しかし様々な人との出会いや、時夫とのやり取りを経て徐々にクリスの真意を学ぶに至る。
最終章でクリスと融合したラージャを鎮めることに成功するが、その代償として声を出せなくなる。
名前の由来は弓の名手であったヒンドゥー教の英雄・アルジュナ。
大島 時夫（おおしま ときお）声 - 関智一
樹奈の同級生で恋人。樹奈との関係がなかなか進展できずにいる。アイスとメリケンバーガーが好物。時夫の実母は時夫が幼い頃に離婚して家を出て行っており、現在は父・昭夫と継母・瑞穂の3人で暮らしている。父親の転勤のためよく転校していたらしい。関西弁（神戸弁）が少し変。
やや空気を読めないお調子者であるが、樹奈への気持ちは本物のようで、星の力を得て以来碌に食べ物が喉を通らなくなった樹奈を気遣ったり、クリスにかまける樹奈に嫉妬したりしていた。しかしその明るさ故に樹奈が元気付けられることも多く、過酷な戦いへ向かう樹奈の心の支えとなっていた。
白河 さゆり（しらかわ さゆり）声 - 久川綾
樹奈の同級生で弓道部のマネージャをやっている。時夫とも顔見知り。普段は眼鏡をかけているが、場合によって眼鏡をかけないこともある。父・宏と歳の離れた弟・きみとし、妹・ゆかりの4人で暮らしている。母親はすでに亡くなっている。
時夫に気があるらしく、度々モーションを掛けては樹奈をやきもきさせている。
クリス・ホーケン声 - 上田祐司
SEEDに所属しているTI能力者の少年。金髪に青と金色のオッドアイを持つ。樹奈が自ら真実に気づき覚醒するように導こうとする。病気にかかっており、ほとんど食事を取らずに点滴に頼っていることもあり、体は相当衰弱している。そのためベッドの上にいるか車椅子や杖を使用して移動することが多いが、樹奈を助け導くために意識体になって活動することもある。また、病気で衰弱しているためか声を発することができず、シンディを通して常にテレパシーで会話している。
実はラージャを体内に封印して暴走を抑え込んでおり、体が衰弱していたのはその為。抑えきれなくなったラージャが体内から溢れ出し、クリスを苦しめたこともあったが、樹奈によって助けられる。
名前の由来はヴィシュヌの化身であるクリシュナ。
最終章で樹奈に真実を伝えるため自らラージャと融合、樹奈の前に立ちはだかる。最終的にラージャは樹奈に鎮められ、彼も救出される。その際には出なかったはずの声を発することが出来るようになっていた。
シンディ・クライン声 - 新谷真弓
クリスの考えていることを他人に伝えたり、クリスの身の回りの世話をしたりしている少女。クリス以外の人間（特に樹奈）に対してはよく毒を吐くが、心優しい面も持ち合わせている。母親の胎内にいたころから他人の心の中を知る能力を持っており、その能力のために辛いことを味わうことが多い人生を歩んできた。
テレサ・ウォン声 - 沢海陽子
SEED極東支部特異現象調査局の特務調査員。漢字表記は「王 麗華」。自宅はニューヨークにある。SEEDに入る前は自然保護活動を行っており、ケビンという恋人がいた。
容姿は女性だが、テレサを妊娠中に母親が飲んだホルモン剤の影響で生物学的には男性（半陰陽）となっている。そんな自分の存在に苦悩していた時がある。
鬼塚（おにづか）声 - 玄田哲章
SEED極東支部の指令。口ひげを生やしており、頭の右側が白髪になっている。風貌も考え方も古風で質実剛健な日本男児といった人物。

### その他の人物
有吉 海音（ありよし かいね）声 - 萩森侚子
樹奈の姉。年は樹奈より4つ上で大学生。母親の前では樹奈にやや冷たいようであるが、元気のない樹奈の気持ちを察して、口紅を渡すような優しい面もある。男の子を身ごもっているが、中絶するか悩んでいる。
有吉 順子（ありよし じゅんこ）声 - 鈴鹿千春
樹奈の母親。樹奈の父と離婚後、夜にお酒を飲むようになる。また、樹奈が一時的に死んだりしたため、精神的に疲れた様子。
有吉 政春（ありよし まさはる）声 - 田中正彦
樹奈の父。第一章で樹奈の母親と離婚して家を出て行った。信州出身。造船会社に勤めている。荷物の中に紛れ込んでいた樹奈のペンを返す口実で樹奈に会う。
大島 昭夫（おおしま あきお）声 - 石塚運昇
時夫の実父。バイオ技術関係の会社「（株）バイオ・アルファ・ラボラトリー」の管理部部長。石油製品を分解するバクテリア (Petrochemical Decomposition Bacterium) の研究を行っている。ラボの事故後、警察に出頭したようである。
後に彼のラボで研究されていた石油製品を分解するバクテリアはラージャと融合し、物語終盤で日本を壊滅させる大惨事を引き起こす。
大島 瑞穂（おおしま みずほ）声 - 佐々木優子
時夫の継母。若くて美人。時夫を「さん」付けで呼ぶ。
桜井先生（さくらいせんせい）声 - 藤原啓治
樹奈の学校の数学教師。授業中、棒読みで小声で話すので生徒にはほとんど声が聞こえていない。アパート暮らし。離婚寸前の状態。昔は教育に情熱を持っていたが、青臭い教育論を吐いて干されたらしい。
白河 宏（しらかわ ひろし）声 - 広瀬正志
さゆりの父。タクシードライバーをしている。人は良いが、がさつな性格。日本が壊滅しかけた際にタクシーで自宅に急ぎ戻るが、目前で電柱にぶつかり、直後に車が炎上して家族の目の前で死亡する。
白河 きみとし（しらかわ きみとし）声 - 宇和川恵美
さゆりの弟。いわゆる「マセガキ」。
白河 ゆかり（しらかわ ゆかり）声 - 荒木香恵
さゆりの妹。十二章で汚染された水を飲んでしまい重体となる。
堂島所長（どうじましょちょう）声 - 秋元羊介
ラージャに襲われた堂ヶ崎原子力発電所の所長で管理責任者。
ボブ声 - 大塚芳忠
SEEDの調査員でテレサの同僚。自ら武器を持ちラージャと戦うこともある。
老人（ろうじん）声 - 大塚周夫
日本アルプスに住む老人。無施肥・無農薬・無耕起の自然農を実践している。食事は日に2回のみ。飼い馬の名は「コジロウ」。居間に「諸行無常」と書かれた掛軸を掛けている。樹奈と時夫は結局4日間この老人の家で過ごすが、「名前なんぞ、物のありように何ら関係ない。」ということで名前は不明。喫煙習慣がある。

## 用語
アスラ
樹奈の身を守る時の守護神。四臂、三つ目で遮光器土偶のような姿をしている。第十二章で実体化して樹奈をアメリカから日本へ運ぶが、その後ラージャの攻撃で破壊される。名前の由来はインド神話のアスラ。
天晴れ元気（あっぱれげんき）
リンゴ、オレンジ、ニンジン、パセリ、トマト、キャベツ、クレソン、ピーマンなどが原料の健康ビタミン飲料。世間では健康的なイメージで売れている商品らしいが、材料の危険性が分かるようになった樹奈はメリケンバーガーと同様にこれも飲むことができなくなる。この商品のCMソングを時夫が歌ったり、樹奈が携帯電話の着信メロディにしたりしている。歌はサウンドトラック『アルジュナ2 オンナの港』の隠しトラック14に収録されている。またDVD vol.5、vol.6の映像特典として「天晴元気・放浪編」、「天晴元気・予告」が収録されている。姉妹品に「やっぱり元気」「すっぱり元気」がある。同監督の作品マクロス ゼロやマクロスF第10話、アクエリオンEVOL第10話(こちらは従来の缶ではなくブリックパック)、AKB0048第1、14話(ブリックパック)および2、4、7、11話(缶、7話は他に大容量ペットボトルも)などにおいても登場している。
ガンディーバ
樹奈が用いる、汚れし魔を清めこの世に光をもたらす聖なる弓。矢は弓を引くと虚空から現れる。名前の由来はバガヴァッド・ギーターでアルジュナがシヴァ神から与えられた弓・ガンディーバ。
SEED（シード）
「地球保全機構」という表の顔を持つ国際組織。クリスや樹奈のようなTI能力者を有し、ラージャに対抗している。劇中で確認できるのは国際本部、極東支部、オーストラリア支部、合衆国支部。極東支部の地下には古の聖なる神殿がある。
TI能力者（ティーアイのうりょくしゃ）
地球共鳴能力を持つ者。SEEDではクリスを「TI1（ティーアイワン）」、樹奈を「TI2（ティーアイツー）」と呼んでいる。
時の化身（ときのけしん）
時の力が目覚めて変身した樹奈のこと。髪が逆立ち、頭部は黄色、身体はピンク色に光り輝き、白い羽衣のようなものを身にまとった姿で描写される。普通の人間には普通の樹奈に見えている。由来はヴィシュヌの化身であるカルキ。
時の雫（ときのしずく）
クリスから渡され、樹奈の額に埋め込まれた青い勾玉のようなもの。地球と共鳴してその力を自在に操る聖なる石。
星の力（ほしのちから）
地球と共鳴する力。樹奈のうちに眠る力。
メリケンバーガー
樹奈と時夫、さゆりが良く訪れるファーストフード店。所在は、神戸ハーバーランドの神戸モザイク。星の力で、農薬、合成保存料、家畜用の成長促進剤、遺伝子組み換え作物など材料の危険性が分かるようになってから、樹奈はこの店のハンバーガーがどうしても食べられなくなる。
モトコー
JR神戸線の元町駅西口から神戸駅の手前までの高架下を利用した商店街。樹奈とさゆりが立ち寄った靴を脱いで上がるタイプの喫茶店は、モトコー5のエスニックカフェAggiがモデルである。
ラージャ
終末をもたらす魔物。「羅亜邪」と表記されることもある。
環境汚染された場所などに現れて暴れる。通常、赤みを帯びた半透明でミミズのような外見をしている。大きさは細菌レベルから超高層ビルサイズまでと様々。その正体は地球を滅ぼすものではなく、地球が自らを護るために生み出したものである。
ラージャ(Raja)はサンスクリットで「王」のことである。また、（地球自身が負った傷から起きた）病を意味するサンスクリットの「ローガ(Roga)」を指している。

## 取り上げられたトピック
2つの大きなテーマが物語の基調をなす。1つは地球と人との関わりであり、2000年頃に注目されていた環境問題のうち以下のようなトピックが扱われた。
- 農薬、遺伝子組み換え作物、酸性雨
- 抗生物質配合飼料、薬剤耐性菌
- 原油分解細菌、遺伝子汚染、プラスチック製品
- 原子力発電所、放射性廃棄物
- 異常気象
- 土壌汚染、海洋投棄
- 水中出産

もう1つの大きなテーマは、人の言葉と思考・感情と行動の不一致や不自由さ、伝わりにくさとされている。相手の心が、たとえ文字となって読めても、相手の真意はまったく読めていなかった、というような展開が少ない話数の中で繰り返される。学校教育の崩壊や親子関係での人と人のすれ違い、携帯電話で隔てられる会話、テレパシーを扱うキャラクター、言霊を作動させる古代文明などもこちらのテーマに関連する。
母体の喫煙、自然分娩、潮汐と生命の営み、薬害など健康に関する話題もたびたび語られる。また主要登場人物の家庭はいずれも離婚を経験していたり、母子家庭だったりする。第9章における水中出産は、監督の河森がフランス取材時に見せられた水中出産ビデオに感銘を受け、河森の妻の出産にも水中出産を選択した経験により盛り込まれた。

## スタッフ
- 原作・監督 - 河森正治
- 副監督 - 佐藤英一
- シリーズ構成 - 河森正治、大野木寛
- キャラクターデザイン - 岸田隆宏
- デザインサポート - 佐山善則
- デジタルコーディネート - 竹内康晃
- 3Dモーション監修 - 板野一郎
- 美術監督 - 太田大、野村正信
- 色彩設計 - 笠森美代子
- 美術設定 - 平澤晃弘
- 音響監督 - 三間雅文
- 音楽 - 菅野よう子
- プロデューサー - 東不可止、板橋秀徳、高梨実、湯川淳
- アニメーション制作 - サテライト
- 製作 - テレビ東京、創通映像、バンダイビジュアル

## 主題歌
「マメシバ」
作詞・歌 - 坂本真綾 / 作曲・編曲 - 菅野よう子
第十章OP、第一・二・五・六・八・十一章ED。
「サンクチュアリ」
作詞・歌 - 坂本真綾 / 作曲・編曲 - 菅野よう子
第三・九章ED。
「空気と星」
作詞 - 岩里祐穂 / 作曲・編曲 - 菅野よう子 / 歌 - 坂本真綾
第四章のED。
「テレサ」
作曲・編曲 - 菅野よう子
第七章のED。
「バイク」
作詞 - 岩里祐穂 / 作曲・編曲 - 菅野よう子 / 歌 - 坂本真綾
第十章のED。
「Early Bird」
作詞 - Gabriela Robin / 作曲・編曲 - 菅野よう子 / 歌 - 山本千夏
第一章挿入歌、第十二章ED。
「さいごのマメシバ」
作詞・歌 - 坂本真綾 / 作曲・編曲 - 菅野よう子
第十三章ED。「マメシバ」のアレンジ曲。
「Butter Sea」
作詞・歌 - Gabriela Robin / 作曲・編曲 - 菅野よう子
挿入歌。
「Cloe」
作詞 - Gabriela Robin / 作曲・編曲 - 菅野よう子 / 歌 - 山本千夏
挿入歌。
「Veggie」
作曲・編曲 - 菅野よう子 / スキャット - Gabriela Robin
挿入歌。
「あっぱれ! 元気」
作詞 - （不明）/ 作曲・編曲 - 菅野よう子 / 歌 - oishii boys
挿入歌。
「クウキ ト ホシ」
作詞 - Gabriela Robin / 作曲・編曲 - 菅野よう子 / 歌 - 山本千夏
挿入歌。
「ダイビング」
作詞・歌 - Gabriela Robin / 作曲・編曲 - 菅野よう子
挿入歌。

## 各話リスト
エンディングのプロモーション映像に茨城県立筑波高等学校弓道部の映像が用いられている。なお、エンディングで走っている人物はモデルの田中美保である。
次回予告が第五章分から次回のストーリーとは一見無関係なコミカルな内容となる。
第五章では乾燥した臍帯による治療についての描写があるが、現在の知見で判断する限り、フィクション中の描写ではあるが、疑似科学に類するもので、いわゆる民間療法、ある種の免疫療法である。
テレビ未放送である第九章は、主人公の身近な人間関係に関する内容であり、省略されても最終話に至るストーリーには影響しない。しかしその後の登場人物相互の関係への理解は変わってくる。
第十一章で扱われる男性女性半陰陽は薬害によるものであり、1990年代に問題となったメス化する自然論とは異なる。後者が内容的に誤りであることは番組制作の頃までには知られていた。内分泌撹乱物質を参照。
| 話数     | サブタイトル   | 脚本                       | 絵コンテ                   | 演出                             | 作画監督          | 放送日        |
| -------- | -------------- | -------------------------- | -------------------------- | -------------------------------- | ----------------- | ------------- |
| 第一章   | 時のしずく     | 河森正治                   | 河森正治                   | 佐藤英一                         | 外崎春雄 守岡英行 | 2001年 1月9日 |
| 第二章   | 青い光         | 河森正治                   | 河森正治 渡辺純央 佐藤英一 | 山畑祐隆                         | 谷津美弥子        | 1月16日       |
| 第三章   | 森の涙         | 大野木寛                   | 佐藤英一                   | 山本裕介                         | 大久保宏          | 1月23日       |
| 第四章   | 転生輪廻       | 河森正治                   | 河森正治                   | 松本憲生 黒河影次                | 松本憲生          | 1月30日       |
| 第五章   | 小さきものの声 | 佐藤英一 大野木寛          | 佐藤英一                   | 佐藤英一 土屋浩幸                | 瀬尾康博 永田建一 | 2月6日        |
| 第六章   | はじめの一人   | 大野木寛                   | 清水保行 片渕須直          | 清水保行                         | 熊谷哲矢          | 2月13日       |
| 第七章   | 見えない言葉   | 大野木寛                   | 大畑清隆                   | 矢野篤 滝川和男                  | 深澤学 陳梅花     | 2月20日       |
| 第八章   | とおい雨       | 大野木寛                   | 水草一馬 佐藤英一 河森正治 | ところともかず                   | 森中正春          | 2月27日       |
| 第九章   | 生まれる前から | 河森正治                   | 大森貴弘                   | 大森貴弘                         | 水畑健二 松山光治 | 未放送        |
| 第十章   | ゆらぐ遺伝子   | 佐藤和治                   | 千明孝一 河森正治          | 北川正人                         | 日向正樹          | 3月6日        |
| 第十一章 | かえらざる日   | 大野木寛 河森正治 佐藤英一 | 竹下健一                   | 竹下健一                         | 追崎史敏          | 3月13日       |
| 第十二章 | 国ほろびて     | 大野木寛 河森正治          | 笹木信作                   | 藤本義孝                         | 中山大輔          | 3月20日       |
| 第十三章 | 今             | 河森正治                   | 河森正治                   | ところともかず 山本裕介 板野一郎 |                   | 3月27日       |

## 放送局
| 放送地域       | 放送局         | 放送期間                | 放送日時                 | 放送系列                       |
| -------------- | -------------- | ----------------------- | ------------------------ | ------------------------------ |
| 関東広域圏     | テレビ東京     | 2001年1月9日 - 3月27日  | 火曜 18時00分 - 18時30分 | テレビ東京系列                 |
| 北海道         | テレビ北海道   | 2001年1月9日 - 3月27日  | 火曜 18時00分 - 18時30分 | テレビ東京系列                 |
| 愛知県         | テレビ愛知     | 2001年1月9日 - 3月27日  | 火曜 18時00分 - 18時30分 | テレビ東京系列                 |
| 大阪府         | テレビ大阪     | 2001年1月9日 - 3月27日  | 火曜 18時00分 - 18時30分 | テレビ東京系列                 |
| 岡山県・香川県 | テレビせとうち | 2001年1月9日 - 3月27日  | 火曜 18時00分 - 18時30分 | テレビ東京系列                 |
| 福岡県         | TVQ九州放送    | 2001年1月9日 - 3月27日  | 火曜 18時00分 - 18時30分 | テレビ東京系列                 |
| 日本全域       | BSジャパン     | 2001年1月10日 - 3月28日 | 水曜 18時25分 - 18時55分 | テレビ東京系列・BSデジタル放送 |
| 日本全域       | AT-X           |                         |                          | アニメ専門チャンネル           |

## DVD
『地球少女アルジュナ Director's Edition』として、映像・音声ともにリニューアルされた仕様となって発売された。各巻には映像特典や解説書が封入されている。発売・販売元はバンダイビジュアル。
2010年4月には、EMOTION the Bestの全話収録DVD-BOXとしても発売もされている。
| 巻数             | 収録話              | 発売日         | 商品番号  |
| ---------------- | ------------------- | -------------- | --------- |
| Vol.1            | 第一章 - 第三章     | 2001年7月25日  | BCBA-0914 |
| Vol.2            | 第四章 - 第五章     | 2001年8月25日  | BCBA-0915 |
| Vol.3            | 第六章 - 第七章     | 2001年9月25日  | BCBA-0916 |
| Vol.4            | 第八章 - 第九章     | 2001年10月25日 | BCBA-0917 |
| Vol.5            | 第十章 - 第十一章   | 2001年11月25日 | BCBA-0918 |
| Vol.6            | 第十二章 - 第十三章 | 2001年12月21日 | BCBA-0919 |
| EMOTION the Best |                     |                |           |
| DVD-BOX          | 全話                | 2010年4月23日  | BCBA-3826 |